# Gabriele della Genga Sermattei
Gabriele della Genga Sermattei (1801. – 1861.) bio je talijanski biskup i kardinal.
Dodijeljen mu je 11. srpnja 1836. kardinalski naslov hrvatske crkve svetog Jeronima u Rimu. Naslov je zadržao do smrti 19. veljače 1861. godine.

### Članci
- Bogdan, Jure. 2005. Hrvatska crkva svetog Jeronima u Rimu i njezini kardinali naslovnici. Crkva u svijetu. Sveučilište u Splitu - Katolički bogoslovni fakultet. Split. 40 (2): 187–205